# Международный год планеты Земля
2008 год — Международный год планеты Земля ООН — проект, проходящий под эгидой ЮНЕСКО.
Международные годы ООН проводятся каждый год. 22 декабря 2005 на совещании генеральной ассамблеи ООН в Нью-Йорке 2008 год был объявлен Международным годом планеты Земля ООН. Для реализации программы мероприятий Года понадобится 3 года: с 2007 по 2009.
Цель проекта — обратить внимания на важность геологии. В ходе проекта планируется собрать 20 миллионов долларов от добровольных пожертвований промышленных кругов и правительств. Половина этих денег будет потрачена на финансирование исследований, половина — на информационно-пропагандистские мероприятия.

## История
Идея Международного года планеты Земля была выдвинута в 2000 году на заседании Международного союза геологических наук (МСГН). Идея была поддержана отделом наук о Земле Организации Объединённых Наций по вопросам образования, науки и культуры (ЮНЕСКО), в результате инициаторами Года стали МСГН и ЮНЕСКО.
Разработка проекта Международного года планеты Земля была начата в 2004 году. 
22 декабря 2005 года генеральной ассамблеей ООН принята резолюция №60/192, провозгласила объявить 2008 год Международным годом планеты
Земля.
12-13 февраля 2008 года МГПЗ был официально запущен в Париже.

### Эмблема
Для создания эмблемы Международного года планеты Земля были использованы элементы эмблемы мероприятия «Jahr der Geowissenschaften», проведённого в Германии в 2002 году.

## Программа мероприятий

### Научная программа
Основу научной программы Года составляют 10 тем:

Темы Международного года планеты Земля
- 1 Грунтовые воды: на пути к устойчивому использованию

Грунтовые воды обычно являются возобновляемым ресурсом,
однако чтобы избежать истощения этого ценного для человеческого
сообщества и окружающей среды ресурса, требуются значительные
усилия, основанные на соответствующих знаниях.
- 2 Опасности: снижение риска, повышение осведомленности

Сейчас уже возможно предсказать о появлении некоторых геологических угроз, однако нельзя точно предсказать, когда они произойдут; однако во всех случаях можно спланировать основанные на
знаниях меры, с тем чтобы избежать излишних жертв и утраты имущества.
- 3 Земля и здоровье: создание более безопасной окружающей среды

В настоящее многих из этих факторов риска.
- 4 Климат: «записи в камне»

История климата нашей планеты «записана» в камне; правильное прочтение таких «записей» дает нам знания о не связанных с
деятельностью человека компонентах изменения климата сейчас и в
прошлом.
- 5 Проблемы ресурсов: на пути к устойчивому использованию

Земные ресурсы могут быть и благом, и фактором риска для
человечества; мудрое (устойчивое) использование земных материалов сократит риски и увеличит блага, которыми может воспользоваться общество на Земле.
- 6 Мегаполисы: углубляться под землю, строить надежнее

Зачастую крупные города сталкиваются с проблемами физической стабильности; используя геологическую информацию, можно
повысить безопасность городов и сделать более реальными возмож-
ности для расширения их подземной части.
- 7 Земные недра: от коры до ядра

Геологические процессы в недрах Земли могут выплеснуться
на поверхность в результате геологических бедствий; более глубокие
знания о таких процессах помогут сократить последствия подобных
бедствий.
- 8. Океан: бездна времени

Наши знания о дне океанов и океанских окраинах все ещё
весьма ограничены; более глубокое понимание этого принесет пользу сообществам людей, проживающих вокруг океанов.
- 9. Почва: живой покров Земли

У нас под ногами больше жизни, чем над нами; более рациональное использование почв поможет сократить масштабы голода и
жажды на нашей планете и поддерживать надежные экологические
условия.
- 10. Земля и жизнь: происхождение разнообразия

Из глубокой древности и не столь отдаленного прошлого мы
можем узнать очень много об условиях жизни на Земле, в том что
касается биоразнообразия, исчезновения и развития новых видов.

В рамках программы учёные сделают предложение по всем 10 темам. По каждой теме организована группы учёных, состоящие из 8-10 человек. Группы приступили к работе с января 2007 года.

### Информационно-пропагандистская (просветительская) программа
В рамках программы создан сайт (www.yearofplanetearth.org), напечатаны листовки и брошюры.

## Интересные факты
- В русском буклете с информацией о годе допущена досадная ошибка: «Геофизика на службе Человечество». Это перевод с английского слогана проекта: «Earth Sciences for Society».